# Посланець темряви
Посланець темряви (англ. Night Trap) — американський фільм жахів 1993 року.

## Сюжет
Відчайдушний поліцейський Майкл Тернер і його напарник Вільямс розслідують жорстокі вбивства повій. Так вони виходять на слід посланця диявола єпископа Бішопа, що прийшов з глибини століть. Зупинити кровожерливого безумця, який володіє надлюдськими здібностями повинен крутий детектив.

## У ролях
| - Роберт Даві — Майкл Тернер - Майкл Айронсайд — Бішоп - Леслі-Енн Даун — Христина Тернер - Ліді Денье — Валері - Майк Старр — детектив Вільямс - Маргарет Ейвері — міс Седі - Джон Еймос — капітан Ходжес - Лілліан Леман — місіс Ходжес - Джек Форсініто — Стівенс - Девід Дальгрен — Джонсон - Мікі Джонс — бармен - Кері-Енн Білотта — Мішель - Роджер Енгстром — Андерсон - Джон Грехем ст. — викидайло - Томас Х. Фентон — Сем - Ерл Джарретт — охоронець - Тріша Лейн — Джекі Колман - Батч Роббінс — водій - Майкл Пірс ст. — Саксман - Дебора МакДеніел — Кенді - Білл Говерстен — диктор аеропорту | поліцейські - Майкл Дж. Андерсон - Джей Айкін - Кенні Льюїс - Гі Д'Алема - Лінвуд Робінсон - Шеріл Робінсон - Стів Баркер - Аллен Джуліан - Кріс Кейсо парамедики - Елізабет Гаст - Чарльз Стедман танцюристки - Портія Беннетт Джонсон - Соня Енн-Лайза Родос - Анна Марія Расселл | персонал аеропорту - Моніка Хантер - Вікі МакКоннелл - Біллі Френсіс - Скотт Аллан Скелтон - Керіс Дулі люди у вогні - Брайан Болін - Джейн Кеннеді - Кен Кеннеді - Шарі Пресвуд - Джеймс Пресвуд - Френсіс Гаррісон - Марія Джедлінг - Джон Нілі - Даг Гартер - Маріо Опінато |